# La Zizanie (album)
Pour les articles homonymes, voir La Zizanie.
Albums de Zazie
Made in Live
(1999) Ze Live !!
(2003)
Singles
1. Rue de la paix
Sortie : 30 octobre 2001
2. Adam & Yves
Sortie : 12 mars 2002
3. Sur toi
Sortie : août 2002
4. Danse avec les loops
Sortie : 13 janvier 2003

La Zizanie est le quatrième album de Zazie sorti le 16 octobre 2001. 
La Zizanie entre directement à la première place des ventes d'albums et se vend au total à plus de 500 000 exemplaires . Il est nommé dans la catégorie Album de variété, pop de l'année aux Victoires de la musique de 2002. Il s'agit de son album le plus vendu de sa carrière.
Au départ Zazie voulait appeler l'album La Zazizanie sans mettre son nom sur la pochette, mais l'idée a été abandonnée car il ne s'agissait pas d'un album concept. Il fut aussi envisagé d'appeler l'album Cheese en l'illustrant d'une photo d'elle faisant la moue.
Dans vingt villes de France, la promotion de l'album se fait par un fanzine comique distribué par des crieurs habillés en Gavroche. Du même nom de l'album, ce faux magazine La Zizanie est créé par Zazie et son ami, Vincent Baguian.
La chanson Dans la lune est composée par le guitariste Fabien Cahen avec qui la chanteuse a eu une liaison au moment de l'enregistrement.

## Titres
| No  | Titre                | Paroles     | Musique            | Durée |
| --- | -------------------- | ----------- | ------------------ | ----- |
| 1.  | Rue de la paix       | Zazie       | Zazie              | 4:16  |
| 2.  | On éteint            | Zazie       | Zazie              | 4:22  |
| 3.  | Danse avec les loops | Zazie       | Zazie              | 4:35  |
| 4.  | Adam et Yves         | Joëlle Kopf | Zazie              | 4:41  |
| 5.  | Aux armes citoyennes | Zazie       | Zazie              | 4:44  |
| 6.  | Sur toi              | Zazie       | Zazie              | 4:07  |
| 7.  | La Zizanie           | Zazie       | Zazie              | 4:50  |
| 8.  | Cheese               | Zazie       | Zazie              | 4:36  |
| 9.  | Tais-toi et rap      | Zazie       | Zazie              | 3:42  |
| 10. | Dans la lune         | Zazie       | Fabien Cahen (Cox) | 3:15  |
| 11. | Qui m'aime me fuit   | Zazie       | Phil Baron         | 4:23  |
| 12. | La Fan de sa vie     | Zazie       | Zazie              | 3:37  |
| 13. | Si j'étais moi       | Zazie       | Zazie              | 5:18  |

## Singles
- Rue de la paix - 2001 (no 11 France)
- Adam et Yves - 2002 (no 22 France)
- Sur toi - 2002
- Danse avec les loops - 2003 (no 53 France) (comporte un inédit : Je ne fais pas le poids)

## Éditions
Cet album est sorti en trois éditions différentes :
- Une édition classique des 13 titres
- Une édition limitée des 13 titres, avec un boîtier en forme octogonale
- Une édition de luxe des 13 titres accompagnés d'un album promo, le tout dans un grand boîtier 25 cm de forme octogonale.

## Crédits
- Zazie : chant, piano, programmation
- Pierre Jaconelli : guitares, production
- Jean-Pierre Pilot : claviers, programmations
- Nicolas Fiszman : basse
- David Salkin : batterie
- Manu Goulet : programmation batterie
- Didier Iphursarry : accordéon sur Qui m'aime me fuit
- David Sinclair Whitaker : arrangements cordes sur On éteint, Qui m'aime me fuit et Si j'étais moi
- Olivier Schultheis : arrangements cordes sur Cheese et Le fan de sa vie
- Pete Schwier : enregistrement
- Tony Smalios : mixage
- Tim Young : mastering
- Antoine Leroux : design
- Jean-Baptiste Mondino : photographie